# Platarctia souliei
Platarctia souliei är en fjärilsart som beskrevs av Charles Oberthür 1911. Platarctia souliei ingår i släktet Platarctia och familjen björnspinnare. Inga underarter finns listade i Catalogue of Life.